# Laniocera
Laniocera – rodzaj ptaków z podrodziny łuskowików (Ptilochlorinae) w rodzinie bekardowatych (Tityridae).

## Zasięg występowania
Rodzaj obejmuje gatunki występujące od południowo-wschodniego Meksyku przez Amerykę Centralną do Ameryki Południowej.

## Morfologia
Długość ciała 19–21,5 cm; masa ciała 38,6–56 g.

## Systematyka

### Etymologia
- Laniocera: rodzaj Lanius Linnaeus, 1758 (dzierzba); gr. κέρας keras „róg” (tj. dziób)[6].
- Aulea: gr. αυλος aulos „flet” (por. αυλων aulōn „tchawica”)[7]. Gatunek typowy: Ampelis hypopyrra Vieillot, 1817.
- Lathriosoma: rodzaj Lathria Swainson, 1837 (bławatowiec); gr. σωμα sōma, σωματος sōmatos „ciało”[8]. Gatunek typowy: Lathriosoma typicum P.L. Sclater, 1858 (= Ampelis hypopyrra Vieillot, 1817).

### Podział systematyczny
Do rodzaju należą następujące gatunki:
- Laniocera rufescens (P.L. Sclater, 1858) – pokutnik plamkowany
- Laniocera hypopyrra (Vieillot, 1817) – pokutnik perlisty